# Culte impérial dans la Rome antique
Le culte impérial dans la Rome antique est une expression moderne, sans équivalent en latin, qui correspond à des rituels centrés sur les empereurs romains et parfois des membres de leur famille, avant ou après leur mort. Il apparut sous le principat d'Auguste et s'étendit rapidement en Italie et dans les provinces avec des variations régionales importantes.

## Auguste et l'instauration du culte impérial

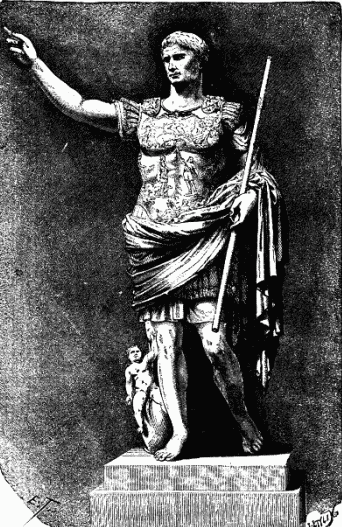
Illustration de l'Auguste de Prima Porta tirée d'un livre d'histoire de Rome destiné à la jeunesse, 1880.

La fonction de grand pontife procure aux empereurs un caractère sacré. De plus dans les croyances populaires, Scipion l'Africain, Marius et Sylla avaient un caractère divin. César a développé autour de lui une légende de divinité prétendant descendre de Vénus et d'Énée.
Dès le début de l'Empire, Auguste (27 av. J.-C., 14 ap. J.-C.) met en place le culte impérial. Il fait diviniser César et, en tant que son héritier, il s'élève ainsi au-dessus de l'humanité.
Il se dit fils d'Apollon. Il utilise l'iconographie et les écrivains de son temps Virgile et Horace à des fins idéologiques. Les lettres et les arts ainsi sont mis au service de la propagande augustéenne.
Il associe aussi toute la communauté au culte de ses ancêtres devenant ainsi le père de tous, d'où son titre de père de la patrie. Auguste refuse d'être divinisé de son vivant. Il laisse cependant se construire des autels et des temples qui lui sont consacrés surtout dans l'Orient habitué à considérer ses souverains comme des dieux vivants, à condition que son nom soit associé à celui de Rome divinisé. À Rome, en Italie et dans les camps militaires, on rend hommage à son Genius et à son numen. Le culte impérial se pratique ici dans des formes proprement romaines. Le mouvement se poursuit après sa mort. Tibère (14-37), son successeur, développe le culte d'Auguste qui a été divinisé officiellement en recevant l'apothéose. Il crée une nouvelle classe de prêtres, les sodales augustales pour rendre les honneurs divins à Auguste et à la famille des Iulii. Ce corps était composé de vingt-et-un membres choisis dans les principales familles de Rome. Le sénat joue un rôle important dans la divinisation des empereurs. C'est en effet lui qui décide si le défunt est bon et digne de l’apothéose.

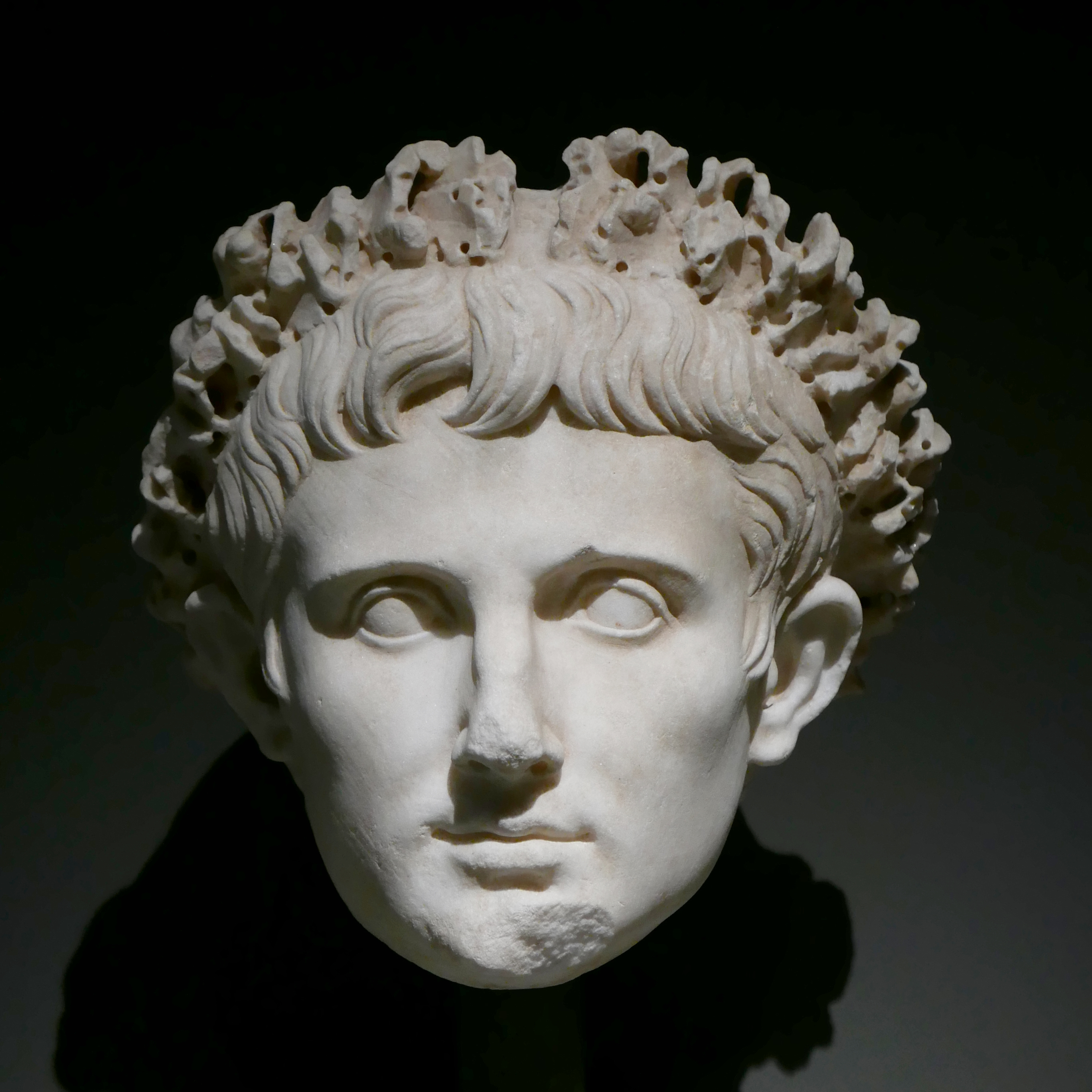
Auguste couronné.

À partir de Caligula (37-41), tous les empereurs se placent sous les auspices d'un dieu. Caligula, Néron (54-68), Domitien (81-96) sont des empereurs particulièrement mystiques. Très influencés par les courants messianiques venus d'Orient, ils tentent de leur vivant de se faire reconnaître comme des divinités. Ces initiatives restent cependant sans lendemain et après leur mort ces empereurs sont considérés comme des tyrans et voient parfois, comme pour Néron et Domitien, leur mémoire condamnée. En revanche Claude reçut l'apothéose. Comme Auguste, ils ont leur clergé spécialisé. Les sodales augustales deviennent les Augustales Claudiales. À la mort de Vespasien (69-79) sont créées les sodales Flaviales, qui deviennent Flaviales Titiales après la mort de Titus (79-81).

Le culte est aussi une manifestation de l’amour pour le prince et de l’admiration pour sa stature. Lors d’une maladie de Caligula, des Romains vouent leur vie pour sa guérison. Les objets de la vie quotidienne sont volontiers ornés d’images qui honorent l’empereur ou sa famille. D'innombrables textes épigraphiques affirment l’attachement au prince.

## Les évolutions du culte impérial au deuxième siècle
Les Antonins font progresser la religion impériale pour des raisons essentiellement politiques. Pline souligne que comme Jupiter, l'empereur Trajan (98-117) porte les noms d'optimus et maximus. Dion de Pruse, un célèbre orateur développe l'idée que Zeus ne s'occupe que du ciel et que son délégué sur la terre est l'empereur. Hadrien (117-138) est assimilé en pays grec à Zeus Olympios. La tendance à la divinisation des empereurs de leur vivant s'affirme donc. Leur caractère extraordinaire est accentué par l'habitude des Antonins de diviniser après leur mort les membres de leur famille. Trajan, fils adoptif de Nerva (96-98), fait diviniser son père naturel après sa mort. Hadrien et Antonin (138-161), font de même après la mort de leurs épouses Sabine et Faustine. Le culte officiel s'organise. L'idéologie impériale revêt des aspects plus philosophiques. L'empereur doit sa réussite à  son mérite (Virtus) et à la protection divine. À Rome, une statue des empereurs divinisés par le Sénat est placée dans le temple des divi. Un corps de prêtres leur est dévolue, les sodales Hadrianales, après Hadrien et les sodales Antoniniani, après Antonin. C'est le dernier collège de ce genre créé; il est ensuite chargé du culte de tous les empereurs après Antonin. On ajoute donc un nouveau nom aux sodales Antoniniani à chaque nouveau Divus, d'où les noms de sodales Antoniniani Veriani, sodales Mariani Antoniniani, sodales Aureliani Antoniniani... qui se rencontrent dans les inscriptions.

## La diversité des cultes impériaux et le problème de leur interprétation historique

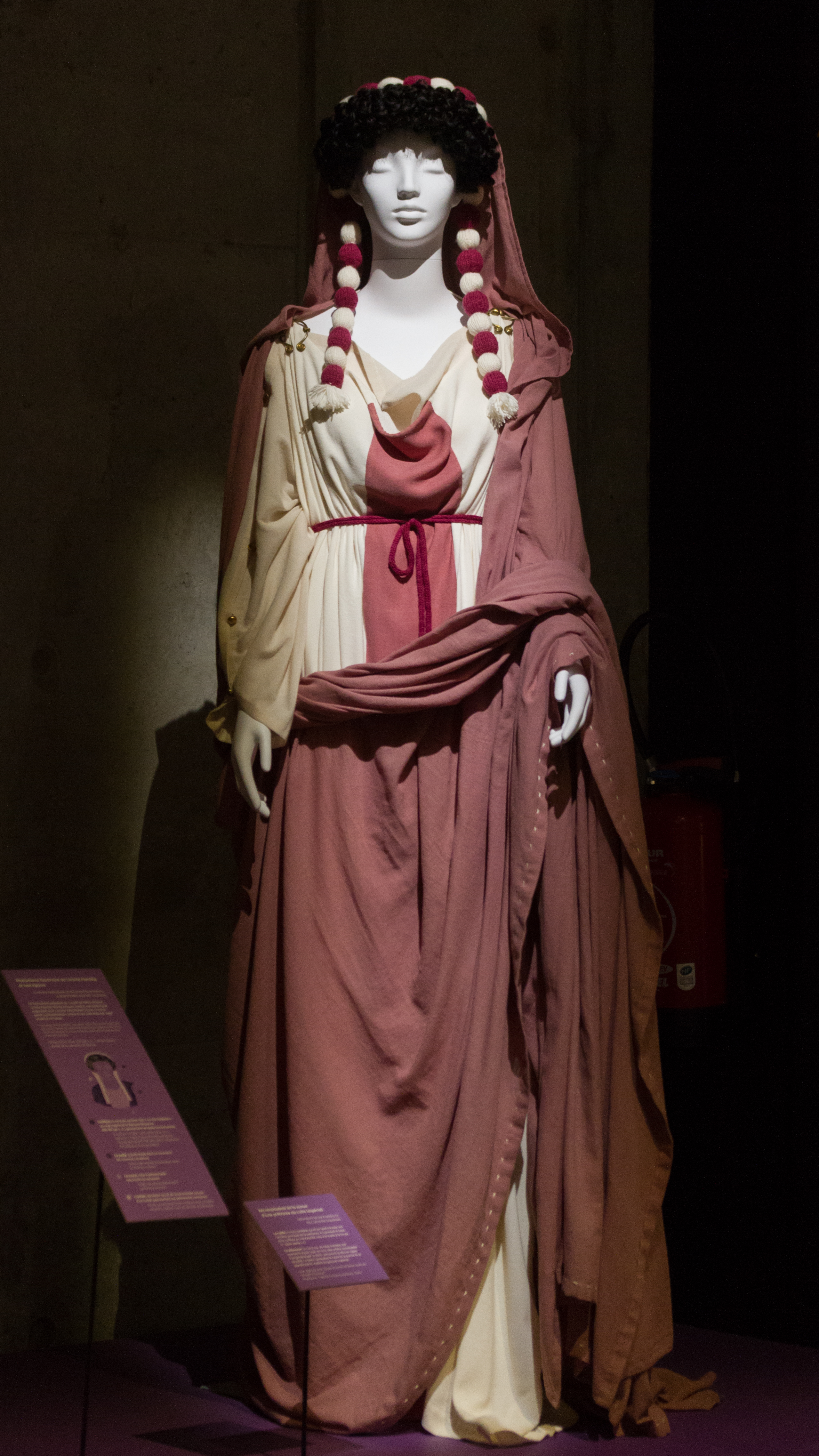
Reconstitution de la tenue d'une prêtresse du culte impérial

Outre le culte des Divi organisé à Rome, le culte des empereurs se décline sous des formes diverses dans l'Empire.
Dans les provinces, le culte impérial est à la charge de l'assemblée des cités de chaque province : concilium provincae en Occident, koinon dans l'Orient grec.
Dans les cités et municipes également, des prêtres sont désignés : flamine choisi parmi les décurions dans les cités occidentales, grand-prêtre (archiereus) dans les cités de l'Orient hellénophone (Grèce, Asie Mineure, Syrie...). Des collèges d'affranchis (les seviri augustales) sont aussi associés au culte impérial. Il n'est pas rare de voir des particuliers rendre hommage à l'empereur dans leurs foyers. Des fêtes sont organisées en l'honneur des empereurs dans de nombreuses cités, fêtes pendant lesquelles ont lieu des spectacles de gladiateurs, qui se diffusent ainsi dans tout l'Empire.
Ainsi, le culte impérial existe à tous les niveaux administratifs de l'Empire, sous des formes diverses, et il est plus juste de parler des cultes impériaux au pluriel, tant le type de culte peut varier.
Certains historiens considèrent que les habitants de l'Empire n'ont jamais cru que l'empereur était véritablement un dieu : il s'agirait plus d'adulation que de croyance, et il n'existe d'ailleurs pas d'ex-voto à la divinité des empereurs pour les remercier d'une guérison ou autre. Cependant, on trouve bien, dans certaines régions, des sacrifices directs aux empereurs, des prêtres, des temples, des prières : les empereurs sont donc bien traités comme des dieux. La question de la croyance intime est considérée par les historiens de la religion romaine comme une question anachronique : il faut s'attacher à la pratique rituelle, qui montre que les cultes impériaux sont une composante de la vie religieuse de l'époque impériale (S. Price, J. Scheid).

## Le culte impérial auxIIIeetIVesiècles
Au IIIe siècle, l'idéologie impériale évolue. Les empereurs jouent, pour les habitants de l'Empire, le rôle d’intermédiaire entre les hommes et les dieux. Dans l'idéologie officielle, il est le seul qui peut assurer la prospérité et la tranquillité de l’empire. Les marques de dévotion des sujets sont très fortes: dédicaces épigraphiques et monumentales, prosternation devant sa personne ou sa statue, jeux périodiques en son honneur...
En Afrique proconsulaire, la dynastie des Sévères, originaire de cette province est particulièrement adorée. Mais  vers le milieu du IIIe siècle, les marques de dévotion vis-à-vis de la religion impériale semblent baisser. L'empire est dans cette période touché par des périodes de guerre atroce et de récession économique. Plus inquiets de leur situation et n’ayant plus confiance en la divinisation de la personne impériale, les Africains se mettent à pratiquer ouvertement d'autres religions comme le christianisme. Or les chrétiens et les juifs par exemple sont réfractaires aux cérémonies officielles en l'honneur de Rome ou du Genius de l'empereur qui exigeaient de sacrifier. Le pouvoir y voit une marque de rébellion et ceux qui refusent d'y participer sont assimilés à des traitres. Le refus des chrétiens de participer au culte de l'empereur est la cause de leur persécution.
Dans le troisième quart du IIIe siècle, Aurélien (270-275) est l'artisan d'une réforme religieuse qui développe la place de Sol dans le culte officiel romain et organise à Rome le culte du soleil, Sol Invictus. La théologie solaire présentait une divinité unifiante qui ne s'opposait pas aux cultes traditionnels. L'empereur peut alors « apparaître comme le représentant sur terre de cette monarchie céleste » et attribuer son pouvoir à la volonté de la divinité : sur les monnaies d'Aurélien on peut trouver l'inscription deus et dominus natus. À sa suite, Dioclétien et son associé Maximien se placent à partir de 287 comme descendants des dieux, sous les surnoms de Jovius et Herculius. Ces titres divins n'en font toutefois pas des dieux, car Dioclétien cessa d'être Jovius après son abdication. Ceci a aussi pour but de donner à l'empereur une autre légitimité que celle des victoires militaires.
Constantin (306-337) se présente comme chrétien après 324, s'étant sans doute converti en 312. Mais il reste grand pontife et continue à favoriser le culte impérial tout en soutenant la religion chrétienne. Le cérémonial romain du IVe siècle continue à exiger de s’agenouiller aux pieds de son souverain, selon le rite de l'adoration ou proskynèse mis en place sous Dioclétien. Le culte impérial semble toujours indispensable pour exprimer la loyauté des habitants de l’Empire et leur unité autour de l’empereur.

#### Ouvrages généraux
- Georges  Gensane, 99 questions sur la Rome antique, CRDP, 1992.
- Paul Petit, Histoire générale de l'Empire romain, tome I.–Le Haut-Empire, Le Seuil, 1974.
- Michel Christol et Daniel Nony, Des origines de Rome aux invasions barbares, Hachette, 1974.
- John Scheid, La religion des Romains, Paris, Armand Colin, 2002.
- S. Price, M. Beard et J. North, Religions de Rome, 2006.
- M. Kantiréa, Les dieux et les dieux augustes, 2007.
- Ouvrage collectif, L'empereur romain, un mortel parmi les dieux, Musée de la Romanité de Nîmes, 2021, 240 p. (ISBN 9782957178407)

#### Ouvrages spécifiques
- L. Cerfaux et J. Tondriaux, Les cultes des souverains dans la civilisation gréco-romaine, Paris, 1957.
- Le culte des souverains dans l'Empire romain (« Entretiens sur l'Antiquité classique », XIX), Genève, Droz, 1973, X-334 p.
- Michel Christol, « L'épigraphie et les débuts du culte impérial dans les colonies de vétérans en Narbonnaise », Revue archéologique de Narbonnaise, Tome 32, 1999, pp. 11-20,
- G. Frija, Les prêtres des empereurs. Le culte impérial dans la province romaine d'Asie, 2012.
- S. Price, Ritual and Power. The Roman Imperial Cult in Asia Minor, Cambridge, 1984.
- Bernard Rémy, « Loyalisme politique et culte impérial dans la cité de Vienne au Haut Empire d'après les inscriptions », Revue archéologique de Narbonnaise, t. 36,‎ 2003, p. 361-375 (lire en ligne)
- Lily Ross Taylor, The Divinity of the Roman Emperor, Middletown, 1931 ; réimpr. New York, Garland Publishing.